# استخوان تاسی
استخوان تاسی یا مُکَعَبی یا کوبوئید (به انگلیسی: Cuboid bone) یکی از استخوان‌های مچ پای انسان است. این استخوان تقریباً در وسط قسمت خارجی مچ پا قرار دارد و از عقب با استخوان پاشنه و از کناره داخلی با استخوان ناوسان (ناویکولار) پا و میخی (کونیفرم) بیرونی و از جلو با استخوان‌های چهارم و پنجم کف پا مفصل شده‌است.
مفاصل ناحیه قسمت میانی مچ پا عبارتند از: مفصل قاپی‌ناوی (تالوناویکولار)، مفصل پاشنه‌ای‌تاسی (کالکانئوکوبوئید)، مفصل میخی‌ناوی (کونئوناویکولار)، مفصل میان‌میخی (اینترکونئیفورم)، مفصل میخی‌تاسی (کونئوکوبوئید) و مفصل تاسی‌ناوسان (کوبوئیدوناویکولار)

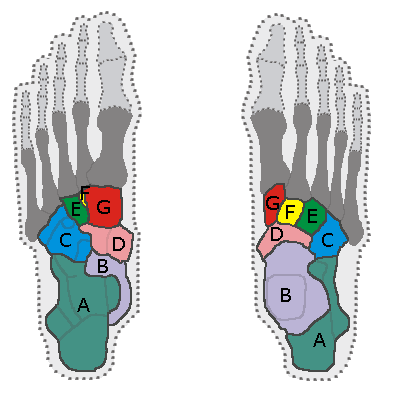
A = استخوان پاشنه، B = قاپ، C = تاسی، D = ناوسان، E = میخی بیرونی، F = میخی میانی، G = میخی داخلی

## نگارخانه

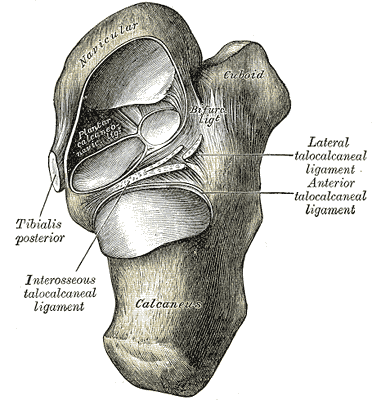
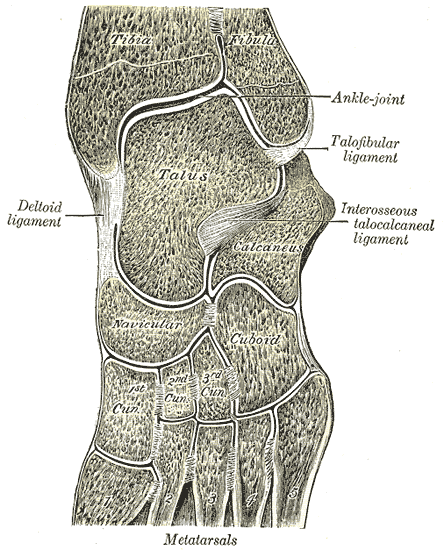